# Albansk-amerikanska medborgarförbundet
Albansk-amerikanska medborgarförbundet (på albanska Liga Qytetare Shqiptaro-Amerikane, på engelska Albanian American Civic League) är en albansk medborgarorganisation i USA. Den grundades 1989 av Joseph GioGuardi, en republikansk kongressledamot av arberesjiskt ursprung. Organisationen fick till stånd ett kongressförhör om Kosovo med Ibrahim Rugova som vittnesbörd. Organisationen var inte alltid framgångsrik i sina avsikter men deras lobbyverksamhet fick viktig betydelse i besluten om sanktioner mot Jugoslavien under 1990-talet.
Nuvarande ordförande är Joseph GioGuardi och frun Shirley Cloyes GioGuardi är utrikesrådgivare i Balkanfrågor. Deras dotter Kara DioGuardi är känd som jurymedlem i American Idol.